# 트라이메틸실릴

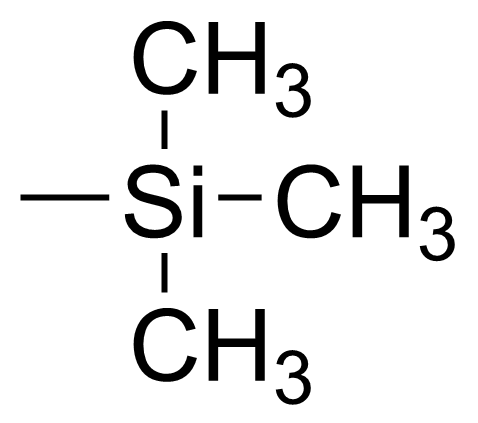

트라이메틸실릴(Trimethylsilyl)은 유기 화학의 작용기이다. 이 작용기는 규소 원자 [-Si(CH3)3]에 결합된 3개의 메틸기로 구성되며, 이는 다시 분자의 나머지 부분에 결합된다. 이 구조적 기는 화학적 불활성 및 큰 분자 부피를 특징으로 하므로 여러 응용 분야에서 유용하다.
메틸기에 결합된 트리메틸실릴기는 테트라메틸실란을 형성하며, TMS로도 약칭된다.
트리메틸실릴기를 가진 화합물은 일반적으로 자연에서 발견되지 않는다. 화학자들은 때때로 트리메틸실릴화 시약을 사용하여 특정 알코올, 페놀 또는 카르복실산과 같은 비휘발성 화합물을 화합물의 수산기에서 수소로 대체하여 트리메틸실릴기를 유도체화한다. 이런 식으로 트리메틸실록시기 [-O-Si(CH3)3]이 분자에 형성된다. 트리메틸실릴화제의 몇 가지 예는 트리메틸실릴 클로라이드 및 비스(트리메틸실릴)아세트아미드를 포함한다. 분자의 트리메틸실릴기는 분자를 더 휘발성으로 만드는 경향이 있어 종종 화합물을 가스 크로마토그래피 또는 질량 분석법으로 분석하기 더 쉽게 만든다. 이러한 유도체화는 종종 특수 바이알에서 소규모로 수행된다.

## 같이 보기
- 트라이메틸실란올